# Das Druidentor
Das Druidentor ist ein phantastischer Roman von Wolfgang Hohlbein, der erstmals 1993 erschien und zu den erfolgreichsten Büchern des Autors zählt.

## Handlung
Um dem ständigen Stau und zähfließenden Verkehr auf den Routen nach Italien entgegenzuwirken, baut die Schweiz einen Eisenbahntunnel durch das Gebirgsmassiv Gridone oberhalb des Touristenortes Ascona. Aber bereits beim Bau der Strecke ereignen sich merkwürdige Dinge; die Zeit innerhalb des Massivs scheint manchmal stehen zu bleiben oder rückwärts zu laufen. Eindringlich warnt ein geheimnisvoller Eremit, der die Bauarbeiter beobachtet, vor den drohenden Gefahren.
Das Unvorstellbare geschieht drei Jahre später, nach der Eröffnung der Bahnstrecke: Ein etliche Millionen Mark teurer High-Tech-ICE der deutschen Bahn bleibt im Tunnel stecken. Die Retter finden ein ebenso unmögliches wie erschreckendes Bild vor: Statt des neuwertigen Triebwagens steht ein verrostetes, schrottreifes Fahrzeug auf den Gleisen, alle Fahrgäste sind offenbar verhungert oder verdurstet, nach ihrem Tod mumifiziert. Jahrhunderte müssen innerhalb des Tunnels vergangen sein, während in der Außenwelt nur Minuten vergingen. Die örtlichen Offiziellen sprechen von einem Terroranschlag, um ihre eigene Ratlosigkeit zu verbergen, internationale Militärs riegeln das Gebiet ab.
Frank Warstein, der Vermessungsingenieur des Bauprojektes, den Bauleiter Franke in den Ruin getrieben hatte, ist wenig erfreut, als ihn die Frau eines ehemaligen Kollegen bittet, ihr auf der Suche nach ihrem Mann zu helfen, der sich wieder zum Berg begeben hat. Frank ist zunächst misstrauisch, aber dann siegt seine Neugier; er will endlich die Wahrheit über den rätselhaften Tunnel erfahren.

## Hintergrund
Hintergrund der Geschichte sind zunächst die seherischen Fähigkeiten des Eremiten, der an einen Druiden erinnert. Weiterhin spielt Zeitdilatation eine Rolle, ein durch die Relativitätstheorie beschriebener Effekt. Entscheidend aber ist die Funktion des Berges, durch den der Tunnel führt, als sozusagen heiliger oder geweihter Ort, wo die uns vertrauten Naturgesetze aufgehoben werden können.

## Verbreitung
Mit rund zwei Millionen verkauften Exemplaren ist Das Druidentor Hohlbeins erfolgreichster Thriller. (Märchenmond verkaufte sich noch besser, wird aber zu den Kinder- und Jugendbüchern gezählt.)

## Ausgaben
- Wolfgang Hohlbein: Das Druidentor, Droemer Knaur 2003, ISBN 3-426-61867-2
- Wolfgang Hohlbein: Das Druidentor, Weitbrecht 1993 ISBN 3-522-71450-4 (gebundene Ausgabe)